# 해럴드 엘리엇 바머스
해럴드 엘리엇 바머스(영어: Harold Eliot Varmus, ForMemRS, 1939년 12월 18일 ~ )는 미국의 바이러스학자이다. 1989년에 발암성 레트로바이러스에 관한 연구로 존 마이클 비숍과 함께 노벨 생리학·의학상을 수상했다. 제14대 미국 국립 보건원 원장으로 1993년부터 1999년까지 역임했다.

## 수상 경력
- 1982년 : 앨버트 래스커 기초 의학 연구상[3]
- 1984년 : 가드너 국제상
- 1989년 : 노벨 생리학·의학상
- 2001년 : 버니바 부시상

## 회원
- 2005년 : 왕립학회 외국인 회원[1]